# Choerades comptissima
Choerades comptissima là một loài ruồi trong họ Asilidae. Choerades comptissima được Walker miêu tả năm 1857. Loài này phân bố ở miền Ấn Độ - Mã Lai.